# Zgodovinski pregled pomembnejših lednih in snežnih vzponov v Sloveniji
Ledno plezanje se na krajših odsekih v večjih stenah pojavlja že prej, vendar gre pri tem za lažje, pretežno snežne odseke.
Do prvih pravih, domačih lednih vzponov je bilo treba počakati do leta 1979, ko je Vanji Matijevcu, Blažu Oblaku in Ladu Vidmarju v dveh dneh uspel prvi, takrat še neke vrste tehničen vzpon prek zaledenelega Luciferja v Martuljku, Janku Plevelu in Dušanu Podbevšku pa prvi vzpon po prav tako vsem znanem Sinjem slapu pod Češko kočo na Jezerskem.
Zimo kasneje 1979/80, ekstremnih vzponov še nismo mogli pričakovati, sta pa nad Kamniško Bistrico prvič splezana Rep in Orglice in v Logarski dolini slap Palenk.
Zima 1980/81 pa zato že prinese nekaj, še danes zelo izstopajočih vzponov. Brata Pavel in Peter Podgornik uspešno orjeta ledino na Primorskem koncu in njuna največja dosežka sta vsekakor izjemni Beli Trak v Vršacu in Zeleni slapovi v Loški steni; prava kanadska tura. Zahteven slap Peričnik je po prvih dveh vzponih (Rok Kovač, Lidija Painkiher, Andrej Škafar ter Bor Štrancar, Tone Palčič) ponovno uspešno preplezan šele čez dvanajst let! Kovač in Painkiberjeva dodata poleg cele vrste zahtevnih še vzpon po divje nevarni Peračici v Bohinjski dolini, ki pa v zadnjih letih na žalost ne zamrzuje več ugodno. V Turski gori preplezata v istem času Marjan Kregar in Bojan Pollak zanimiv kombiniran Turski slap. Opravljen je tudi eden težjih vzponov na južni strani Kumniških alp, direkten vzpon po Sveči, v osrednjo grapo zahodne stene Brane, ki ga opravita Zoran Radetič in Janez Marinčič. Franček Knez z različnimi soplezalci prepleza nekaj najbolj znanih slapov v Logarski dolini in tudi najtežjega med njimi, veličastno previsno Čašo. Prvi vzpon dočaka tudi nekaj znanih slapov v Tamarju ter veliki Ledinski slap (Peter Markič, Andrej Štremfelj, Nejc Zaplotnik) in klasična Vikijeva sveča.
V zimi 1981/82 ni prav vehko novosti, izstopata le dva velika vzpona. Vrnitev v Trentarskem Ozebniku preplezata brata Podgornik skupaj z Milanom Velikonjo in Dušanom Rijavcem. Slednja dva pa uspeta še v eni novi smeri - Kačja slina v Loški steni.
Sezona 1982/83 prinese celo vrsto novosti. Spet ne toliko v slapovih, kot v izrednih lednih smereh, preplezanih v izjemnih razmerah. Rok Kovač spleza po napičnem snegu, nalepljenem čez skale, fantastično direktno smer v vzhodni steni Brane. Janez Jeglič in Silvo Karo opravita 1 zimsko ponovitev smeri JLA v Šitah, s Frančkom Knezom in Lidijo Painkiherjevo pa še 1 zimsko ponovitev Šlosarske v Triglavu. Odlične snežno - ledne razmere so pripomogle, da je šlo v obeh primerih skoraj v celoti za ledna vzpona, kakršnih na Slovenskem do takrat še nismo poznali. Knez doda v navezi z Lojzom Cajzkom še en odličen vzpon, 1 ZP Direktne na Črni graben, prav tako v Triglavu. Vendar se vzpon za Cajzka pri povratku konča tragično. Se isto zimo jo v več dneh uspe ponoviti trem češkim plezalcem. Prav vsaka naskdnja zima prinese kakšen lep, nov slap, čeprav je opazno, da se število, zlasti težjih novih vzponov čedalje bolj zmanjšuje.
Februarja 1985 ponovita češka plezalca Bohuslav Mrozek in Ivan Ullsperger Knezovo smer izpred dveh let in jo nad Črnim grabnom podaljšata do vrha triglavske stene. Celoto poimenujeta Sanjski ozebnik. To je brez dvoma ena največjih zimskih smeri na Slovenskem. Tudi najvišji slovenski slap Čedca dočaka v istem letu, po več poizkusih drzen solo vzpon Jožefa Povšnarja. Od takrat je to ena najbolj divjih, gotovo pa še vedno ena najzahtevnejših lednih plezarij na Slovenskem.
Marca 1986 je (s pomočjo tehnike) preplezan Kacempoh, mogočna previsna ledena sveča v dolini Mačjega potoka; (Slavc Svetičič, Vojko Pajntar). Decembra 1987 so nad dolino Možnice splezane Bele Sanje, po daljšem času spet ena večja snežna-kombinirana smer; (Bojan Počkar, Bojan Pograjc, Nejc Škof).
Do naslednjega izstopajočega vzpona pa je potrebno počakati vse do sezone 1989/90, ko uspeta Peter Podgornik in Simon Bizjak v težkih razmerah preplezati zahtevni Levi krak Zapotoškega slapu v Zadnji Trenti.
Dobra zima 1990/91 mine v znamenju prosto stoječe Lambade, velike nevarne sveče pod Prisojnikom, kjer po številnih ogledih opravi izreden solo vzpon Matjaž Ravhekar, in Ledenke (med Štajersko Rinko in Križem) verjetno naše najzahtevnejše ledne-kombinirane smri, ki jo zmore Franček Knez v navezi z ženo Andrejo ter Jocom Razpotnikom in Francijem Horvatom.
V začetku leta 1993 se Svetičiču v navezi z Silvijem Černilogarjem končno posreči preplezati, dolgo ogledovano Boko, enega naših najmogočnejsih, gotovo pa tudi najbolj vodnatih slapov na Slovenskem. Ista zima prinese nato še odkritje slapu pod Bavhom in tudi prvi vzpon čezenj, ki uspe Jožetu Makucu in Dragu Obidu, poimenovala sta ga Psihoanaliza, konča pa se s solo 1 ponovitve Ledenke, ki jo opravi Janko Oprešnik.
Leto 1994 se začne z Malim koritniškim medvedom, moderno snežno smerjo velikih težav v Loški steni; (Tomaž Humar, Miha Kajzelj, Grega Kresal), nadaljuje pa z dvema vzponoma po delno previsnem Desnem kraku Čedce in s Psihoterapijo pod Bavhom, ki terja podobno kot Ledenka nekaj zupletenih kombiniranih manevrov.